# Ансамбъл „Гоце Делчев“
Вижте пояснителната страница за други значения на Гоце Делчев.
Ансамбъл „Гоце Делчев“ е фолклорен ансамбъл за песни и танци в София, България.
Той е сред първите ансамбли за народни песни и танци в страната. Основан е от български бежанци от Егейска и Вардарска Македония по инициатива на композитора Димитър Динев през 1945 година. Носи името на Гоце Делчев – известния български революционер от Кукуш.
Сред художествените ръководители на ансамбъла са Иван Павлов, Димитър Динев, Любен Тачев, Димитър Манов и Александър Занев. В годините доказани имена в бъгарската фолклорна музика като Никола Ваклинов и Марек Дяков, създават музика за ансамбъла и работят активно с певци и музиканти. Понастоящем главен художествен ръководител и хореограф на ансамбъла е Асен Павлов, а диригент на вокалния хор и оркестър е Даниел Иванов. Репетитори на танцовия състав - Чавдар Денков и Соня Найденова-Денкова. Директор на ансамбъла до 2019 г. е Маргарита Недкова, която почива след дълго боледуване. Понастоящем длъжността е заета от Владимир Митов.
Като солист и филолог в ансамбъла работи народната певица Любка Рондова. Солисти на ансамбъла са също Илия Аргиров, Димитър Аргиров, Благовест Бичаков, Ивайло Димитров, Васил Вълканов, Румен Малинов и др.
Ансамбълът има множество турнета и участия зад гърба си като по този начин съхранява, предава и представя фолклора ни в страната и извън нея. Участва в много фестивали, конкурси и същевременно печели заслужени награди. Ансамбълът представя българския фолклор пред многобройна публика във Франция, Италия, Гърция, Северна Македония, Албания, Сърбия, Босна и Херцеговина, Турция, Словакия, Унгария, Португалия, Дубай, Индия, Англия, Франция, Белгия и др. Като по този начин допринася за развитието на българския фолклор и неговото разпрстранение. Певиците и певците от ансамбъла успяват да пленят всеки, успял да чуе златните им гласове под съпровода на талантливите музиканти на фона на вихрещите се танцьори и танцьорки.
На всеки пет години ансамбълът чества своята годишнина в Зала 1 на НДК, с пищен концерт-спектакъл и разпродадени билети.

## История
Ансамбъл за македонски народни песни и танци "Гоце Делчев" е самодеен ансамбъл към Съюза на Македонските културно-просветни дружества в България. Създаден е през 1945г. в София първоначално като говорещ хор, който впоследствие се превръща в смесен четригласен. Успоредно с него се създава театрален състав и женска вокална група, която по-късно се оформа като ансамбъл за народни песни и танци със съпровод на тамбурашки оркестър. Главен художествен ръководител от 1945г. до 1964г. е Димитър Динев, диригент на орекстъра е Иван Павлов, а ръководител на танцовата група Милан Стаменов. В репертоара са застъпени най-вече македонски народни песни от градския фолклор и обработка на македонски и други народни танци. Ансамбълът концертира с голям успех навред из страната.

## Репертоар

### Танцов репертоар
Ансамбъл „Гоце Делчев“ има богат репертоар от македонски танци, но не пропуска и останалите фолклорни области.
1. „Танцова сюита Пирина“
2. „Игри край Струма“ – Д. Манов
3. „Свирец-игралец“
4. „Северняшки танц“ – А. Павлов
5. „Копаница“ – К. Харалампиев
6. „Шопска сюита“ – Д. Манов
7. „Бистришки“ – А. Павлов
8. „Край вардаро“ – А. Павлов
9. „Домакине и Ранила мома“ – А. Павлов
10. „Димитрия“ – А. Павлов
11. „Не си го продавай Кольо“ – А. Павлов
12. „Северняци-веселяци“ – А. Павлов
13. „Кукери“ – А. Павлов
14. „Камерен шопски“ – А. Павлов
15. „Шиници“ – А. Павлов
16. „Женско шопско“
17. „Пирински моми“
18. „Мъжко хоро“ – А. Павлов
19. „Дафино вино“ – А. Павлов
20. „Трио Гайди“ – А. Павлов
21. „Русалии“ – А. Павлов
22. „Девойко мари хубава“ – А. Павлов

### Певчески репертоар
Вокалната група и оркестъра към нея има богат репертоар от над 50 песни, някои от които съпровождат танците.
1. Песен за Марко Лерински
2. Песен за Постол войвода
3. Не дигай се, Софче
4. На сърце ми лежи, мила мамо
5. Македонско девойче
6. Песен за Андон Калчев
7. Домакине (с танц)
8. Ранила мома (с танц)
9. Седнах да вечерам
10. Кажи, Васке Евдова
11. Фросино, моме убаво
12. Невено, момци вейнат по тебе
13. Доне, мамино
14. Седи моме на одрето
15. Слушай как шумат шумите
16. Море, сокол пие
17. Море пиле, славей пиле
18. Пиринско пиле
19. Димитрия (с танц)
20. Не си го продавай, Кольо... (с танц)
21. Смиляна ми се армаса
22. Елено, керко
23. Коледна песен
24. На първи януари
25. Мара бере киселец
26. Се качило моме на яболче
27. Кате, лично девойче
28. Пуста да е войната Балканска
29. Над мене гарван чер лети
30. Кога се зора зазори,
31. Спря, утихна вече боя
32. Далеч от роден край,
33. Ой ти, пиле, крилато
34. Низ българско кръв се лее
35. Далеч от роден край
36. Кажи, Цвето, дека спиеш
37. Песен за Менча Кърничева
38. Песен за Мара Бунева
39. Нещо ке те питам, бабо
40. Песен за Васил Чекаларов
41. Песен за капетан Бърдаров
42. Гордей се, майко Българио
43. На Дунав съм било
44. Химн на черковните борби
45. Песен за андартина Яни Пецула
46. Огън го гори Брезово
47. Песен за Воденския революционен окръг
48. Песен за войводата Христоман Кочев
49. Песен за Петър Юруков
50. Песен за Христо Узунов
51. Битката на Ножот
52. Песен за смъртта на Иван Алябака
53. Песен за Пенчо войвода
54. Песен за Парашкев Цветков
55. Последното сражение в Смилево
56. Песен за смъртта на Лазар Поптрайков
57. Прилепска възрожденска песен
58. Песен за Васил Левски
59. Песен за разбойника Джемо и Мицо войвода
60. Песен за Методи Патчев
61. Песен за Валандовската афера
62. Песен за Максим Ненов
63. Се по свърши Сербез Донка

## Контакти
Адрес: ул. „Пиротска“ № 5, 1000 София (Македонски научен институт; ВМРО). Тел: 0887 525 072. Имейл: gocedelchev-sofia@abv.bg
Facebook: Ансамбъл "Гоце Делчев" / Ensemble "Goce Delchev" Instagram: ensemblegocedelchev